# Lijst van voetbalinterlands Algerije - Botswana (vrouwen)
Deze lijst van voetbalinterlands is een overzicht van alle officiële voetbalinterlands tussen de nationale vrouwenteams van Algerije en Botswana. De landen hebben tot nu toe één keer tegen elkaar gespeeld. 

## Wedstrijden
| № | Plaats     | Datum       | Competitie                   | Wedstrijd           | Uitslag |
| - | ---------- | ----------- | ---------------------------- | ------------------- | ------- |
| 1 | Casablanca | 6 juli 2025 | Afrikaans kampioenschap 2025 | Algerije − Botswana | 1 − 0   |

## Samenvatting
| Competitie              | Totaal gespeeld | Winst Algerije | Gelijk | Winst Botswana | Doelsaldo Algerije – Botswana |
| ----------------------- | --------------- | -------------- | ------ | -------------- | ----------------------------- |
| Afrikaans kampioenschap | 1               | 1              | 0      | 0              | 1 − 0                         |
| Totaal                  | 1               | 1              | 0      | 0              | 1 − 0                         |